# Биномиальное преобразование
Биномиальное преобразование — последовательность преобразований или же преобразование последовательности, которая вычисляет её конечные разности. Понятие биномиального преобразования тесно связано с преобразованием Эйлера, которое является результатом применения биномиального преобразования к последовательности.

## Определение
Биномиальное преобразование {\displaystyle T} последовательности {\displaystyle {a_{n}}} в последовательность {\displaystyle {s_{n}}} имеет вид
{\displaystyle s_{n}=\sum _{k=0}^{n}(-1)^{k}{n \choose k}a_{k}.}
Введём {\displaystyle (Ta)_{n}=s_{n}}, где {\displaystyle T} — оператор, имеющий бесконечную размерность и состоящий из элементов матрицы {\displaystyle T_{nk}.}
Оператор {\displaystyle T} обладает свойством инволюции:
{\displaystyle TT=1} или в иных обозначениях {\displaystyle \sum _{k=0}^{\infty }T_{nk}T_{km}=\delta _{nm}},
где
{\displaystyle \delta } — символ Кронекера.
Изначальный ряд может быть восстановлен по правилу
{\displaystyle a_{n}=\sum _{k=0}^{n}(-1)^{k}{n \choose k}s_{k}.}
Биномиальные преобразования последовательностей представляют собой n знакопеременных конечных разностей:
{\displaystyle s_{0}=a_{0}};
{\displaystyle s_{1}=-(\triangle a)_{0}=-a_{1}+a_{0}};
{\displaystyle s_{2}=(\triangle ^{2}a)_{0}=-(-a_{2}+a_{1})+(-a_{1}+a_{0})=a_{2}-2a_{1}+a_{0}};
{\displaystyle \ldots }
{\displaystyle s_{n}=(-1)^{n}(\triangle ^{n}a)_{0},}
где
{\displaystyle \triangle } — оператор дифференцирования: {\displaystyle \Delta _{h}(f(x))=f(x+h)-f(x).}

## Пример
Биномиальные преобразования можно увидеть в таблицах, например, в данной:
| 0 |   | 1 |    | 10  |     | 63  |     | 324 |      | 1485 |
|   | 1 |   | 9  |     | 53  |     | 261 |     | 1161 |      |
|   |   | 8 |    | 44  |     | 208 |     | 900 |      |      |
|   |   |   | 36 |     | 164 |     | 692 |     |      |      |
|   |   |   |    | 128 |     | 528 |     |     |      |      |
|   |   |   |    |     | 400 |     |     |     |      |      |

Верхняя строка (0, 1, 10, 63, 324, 1485) определяется формулой {\displaystyle 3^{n-2}(2n^{2}+n)}, которая является биномиальным преобразованием диагонали (0, 1, 8, 36, 128, 400), которая в свою очередь, определяется формулой {\displaystyle n^{2}2^{n-1}}

## Сдвиг
Биномиальный оператор является оператором сдвига для чисел Белла {\displaystyle B_{i}}:
{\displaystyle B_{n+1}=\sum _{k=0}^{n}{n \choose k}B_{k}}

## Простые производящие функции
Биномиальное преобразование производящей функцией последовательности связано с теорией рядов.
Пусть
{\displaystyle \left\{{\begin{matrix}f(x)=\sum _{n=0}^{\infty }a_{n}x^{n}\\g(x)=\sum _{n=0}^{\infty }s_{n}x^{n}\end{matrix}}\right.}
Тогда
| {\displaystyle g(x)=(Tf)(x)={\frac {1}{1-x}}f\left({\frac {x}{1-x}}\right).} | (простая производящая функция) |

## Преобразование Эйлера
Соотношение между простыми производящими функциями иногда называют преобразованием Эйлера, которое используется, например, для ускорения сходимости знакопеременных рядов. Если подставить {\displaystyle x={\frac {1}{2}}} в формулу для простой производящей функции, то получим
{\displaystyle \sum _{n=0}^{\infty }(-1)^{n}a_{n}=\sum _{n=0}^{\infty }(-1)^{n}{\frac {\Delta ^{n}a_{0}}{2^{n+1}}}},
что сходится гораздо быстрее изначального ряда.
Можно обобщить это преобразование до вида при {\displaystyle p\in \mathbb {N} }
{\displaystyle \sum _{n=0}^{\infty }(-1)^{n}{n+p \choose n}a_{n}=\sum _{n=0}^{\infty }(-1)^{n}{n+p \choose n}{\frac {\Delta ^{n}a_{0}}{2^{n+p+1}}}.}
Преобразование Эйлера также применяется к гипергеометрической функции {\displaystyle _{2}F_{1}}, получая
{\displaystyle _{2}F_{1}(a,b;c;z)=(1-z)^{-b}\,_{2}F_{1}\left(c-a,b;c;{\frac {z}{z-1}}\right).}
Биномиальные преобразования, а в частности и преобразование Эйлера, связаны с цепными дробями. Пусть {\displaystyle 0<x<1} имеет цепную дробь {\displaystyle x=[0;a_{1},a_{2},a_{3},\cdots ]}.
Тогда
{\displaystyle \left\{{\begin{matrix}{\cfrac {x}{1-x}}=[0;a_{1}-1,a_{2},a_{3},\cdots ];\\{\cfrac {x}{1+x}}=[0;a_{1}+1,a_{2},a_{3},\cdots ].\end{matrix}}\right.}

## Экспоненциальная производящая функция
Для экспоненциальной функции имеем
{\displaystyle \left\{{\begin{matrix}{\overline {f}}(x)=\sum _{n=0}^{\infty }a_{n}{\frac {x^{n}}{n!}};\\{\overline {g}}(x)=\sum _{n=0}^{\infty }s_{n}{\frac {x^{n}}{n!}}.\end{matrix}}\right.}
Тогда
{\displaystyle {\overline {g}}(x)=(T{\overline {f}})(x)=e^{x}{\overline {f}}(-x).}

## Интегральное представление
Когда последовательность может быть представлена в виде интерполяции комплексной функции, биномиальное представление последовательности может быть представлено в виде интеграла Норлунда — Райса от интерполяционной функции.